# حسينة معين
حسينة معين (20 نوفمبر 1941 - 26 مارس 2021) كاتبة مسرحية ووكاتب سيناريو باكستانية. كتبت العديد من المسرحيات للمسرح والإذاعة والتلفزيون، حتى أن بعضها اكتسب شهرة دولية. حصلت على جائزة برايد أوف بيرفورمانس عن خدماتها للفنون المسرحية في باكستان. كتبت أول سيناريو أصلي لباكستان تم بثه باسم كيران كاهاني في أوائل السبعينيات. قبل هذا كان تلفزيون باكستان يعتمد على السيناريوهات القائمة على الرواية للدراما. كانت تعتبر أفضل كاتبة مسرحية وكاتبة مسرحية شهدتها باكستان على الإطلاق.
مع النجاح الذي اكتسبته في كتابة السياريو، وأعقب ذلك نجاحًا أكبر على شاشة التلفزيون، لم تتفرع معين إلى أشكال أدبية أخرى مثل الروايات أو القصص القصيرة التي تعتبر نوعًا شائعًا بين كتاب الخيال الأرديون.